# Котлашанка
Котлаша́нка — река в России, протекает в Котласском районе Архангельской области. Впадает в Северную Двину по правому берегу в 674 км от устья.

## География
Длина реки составляет 14 км. Берёт начало в болотистой лесной местности к югу от Котласа. В верховьях течёт на север и северо-восток по сети мелиорационных каналов, затем поворачивает на северо-запад. Течение довольно спокойное, русло извилистое. В нижнем течении течёт по территории города Котласа. Впадает в короткую правую протоку Северной Двины в черте города.
Котлашанка является самым нижним притоком Малой Северной Двины (чуть ниже устья Котлашанки Малая Северная Двина сливается с Вычегдой, образуя Большую Северную Двину).
В среднем течении по правому берегу расположен аэропорт Котлас, у его южного края реку пересекает железная дорога Коноша — Воркута.

## История
Низовья реки были заселены людьми ещё с конца XIV века, так как именно в это время по археологическим находкам в устье реки Вычегды появилось зырянское поселение Пырас. Впоследствии на его месте вырос сначала посёлок, а потом и город Котлас.

## Этимология
Характерно предположить, что название реки произошло от города, однако некоторые учёные считают, что первоначально была названа река. Упоминание топонима Котлас впервые относится к началу XVII-го века, причём в одной из грамот указано имя поселения по рядом протекающей речке. Таким образом, возможно, что первоначальное название реки было Котлас (Кодлас), а переименовали реку в уменьшительную форму с целью избежать омонимии.

## Данные водного реестра
По данным государственного водного реестра России относится к Двинско-Печорскому бассейновому округу, водохозяйственный участок реки — (Малая) Северная Двина от начала реки до впадения реки Вычегда, без рек Юг и Сухона (от истока до Кубенского гидроузла), речной подбассейн реки — Малая Северная Двина. Речной бассейн реки — Северная Двина.
Код объекта в государственном водном реестре — 03020100312103000013569.